# Pantery Humań
Pantery Humań (ukr. ЖФК «Пантери» Умань) – ukraiński klub piłki nożnej kobiet, mający siedzibę w mieście Humań obwodu czerkaskiego w środkowej części kraju, grający w rozgrywkach ukraińskiej Wyższej ligi piłki nożnej oraz Mistrzostw Ukrainy w piłce nożnej plażowej.

## Historia
Chronologia nazw:
- 2014: ŻFK Pantery Humań (ukr. ЖФК «Пантери» Умань)

Kobieca drużyna piłkarska ŻFK Pantery została założona w Humaniu w 2014 roku. W sezonie 2015 zgłosił się do rozgrywek Pierwszej ligi, wygrywając tytuł mistrza grupy II i zdobywając awans do Wyższej ligi. W sezonie 2016 zespół debiutował na najwyższym poziomie, zajmując końcowe piąte miejsce w tabeli ligowej. 
Również w 2017 startował w pierwszych mistrzostwach Ukrainy w piłce nożnej plażowej kobiet, zdobywając mistrzostwo Ukrainy wśród kobiet Beach Soccera. W następnym 2018 został brązowym medalistą mistrzostw. Jednak w 2019 z przyczyn finansowych zrezygnował z rozgrywek.
W sezonie 2020/21 zajął 7.miejsce w rozgrywkach Wyższej ligi i potem zmagał się w turnieju play-off o utrzymanie w lidze.

## Barwy klubowe, strój, herb, hymn
|  |  |

Klub ma barwy czarno-białe. Piłkarki domowe spotkania zazwyczaj grają w bordowych koszulkach, czarnych spodenkach oraz bordowych getrach.

## Sukcesy

### Trofea międzynarodowe
Nie uczestniczył w rozgrywkach europejskich (stan na 31-05-2023).

### Trofea krajowe
piłka nożna
| \| \| Zdobyte trofea w rozgrywkach Ukrainy (stan na: 31-05-2023) \| |                                                            |      |             |
| Rozgrywki                                                           | Osiągnięcie                                                | Razy | Sezon(y)    |
| Mistrzostwo                                                         | I miejsce                                                  | 0    |             |
| Mistrzostwo                                                         | II miejsce                                                 | 0    |             |
| Mistrzostwo                                                         | III miejsce                                                | 0    |             |
| Mistrzostwo                                                         | 5.miejsce                                                  | 2    | 2016, 2017  |
| Puchar                                                              | zdobywca                                                   | 0    |             |
| Puchar                                                              | finalista                                                  | 0    |             |
| Puchar                                                              | półfinalista                                               | 1    | 2016        |
| II liga                                                             | I miejsce                                                  | 1    | 2015 (gr.2) |
| II liga                                                             | II miejsce                                                 | 0    |             |
| II liga                                                             | III miejsce                                                | 0    |             |
| Ukraina                                                             | Zdobyte trofea w rozgrywkach Ukrainy (stan na: 31-05-2023) |      |             |

piłka nożna plażowa
| \| \| Zdobyte trofea w rozgrywkach Ukrainy (stan na: 31-05-2021) \| |                                                            |      |          |
| Rozgrywki                                                           | Osiągnięcie                                                | Razy | Sezon(y) |
| · Mistrzostwo                                                       | I miejsce                                                  | 1    | 2017     |
| · Mistrzostwo                                                       | II miejsce                                                 | 0    |          |
| · Mistrzostwo                                                       | III miejsce                                                | 1    | 2018     |
| Puchar                                                              | zdobywca                                                   | 0    |          |
| Puchar                                                              | finalista                                                  | 0    |          |
| Ukraina                                                             | Zdobyte trofea w rozgrywkach Ukrainy (stan na: 31-05-2021) |      |          |

## Poszczególne sezony
piłka nożna
piłka nożna plażowa

### Rozgrywki międzynarodowe

#### Europejskie puchary
Nie uczestniczył w rozgrywkach europejskich (stan na 31-05-2023).

### Rozgrywki krajowe
piłka nożna
| \| Ukraina \| Bilans występów klubu w rozgrywkach piłkarskich Ukrainy (Stan na 31 maja 2023 r.) \| \| |                                                                                   |        |       |   |   |   |    |    |     |         |        |        |      |
| Poziom                                                                                                | Rozgrywki                                                                         | Sezony | Mecze | Z | R | P | B+ | B– | Pkt | Lata    | Awanse | Spadki | Naj. |
| I | Wyszcza liha                                                                      | 8      |       |   |   |   |    |    |     | od 2016 | 0      | 1      | 5    |
| II | Persza liha                                                                       | 1      |       |   |   |   |    |    |     | 2015    | 1      | 0      | 1    |
| | Puchar Ukrainy                                                                    | 8      |       |   |   |   |    |    |     | od 2015 | 0      | 0      | 1/2  |
| Ukraina                                                                                               | Bilans występów klubu w rozgrywkach piłkarskich Ukrainy (Stan na 31 maja 2023 r.) |        |       |   |   |   |    |    |     |         |        |        |      |

piłka nożna plażowa
| \| \| Bilans występów klubu w rozgrywkach piłki nożnej plażowej Ukrainy (Stan na 31 maja 2021 r.) \| |                                                                                             |        |       |   |   |   |    |    |     |           |        |        |      |
| Poziom                                                                                               | Rozgrywki                                                                                   | Sezony | Mecze | Z | R | P | B+ | B– | Pkt | Lata      | Awanse | Spadki | Naj. |
| I | Mistrzostwa Ukrainy                                                                         | 2      |       |   |   |   |    |    |     | 2017–2018 | 0      | 0      | 1    |
| Ukraina                                                                                              | Bilans występów klubu w rozgrywkach piłki nożnej plażowej Ukrainy (Stan na 31 maja 2021 r.) |        |       |   |   |   |    |    |     |           |        |        |      |

## Struktura klubu

### Stadion
Klub rozgrywał swoje mecze domowe na stadionie Centralnym w Humaniu, który może pomieścić 7 552 widzów.

## Kibice i rywalizacja z innymi klubami

### Derby
- EMS Podilla Winnica